# Unione Sportiva Alessandria Calcio 1986-1987
Questa voce raccoglie le informazioni riguardanti l'Unione Sportiva Alessandria Calcio nelle competizioni ufficiali della stagione 1986-1987.

## Stagione
Nell'annata 1986-1987 l'Alessandria disputò il sesto campionato di Serie C2 della sua storia. La società visse la stagione più travagliata della sua storia, fino a quel momento: s'iscrisse al campionato in ritardo con una rosa poco competitiva e non stipendiata; solo a gennaio inoltrato, dopo mesi di trattative, il club venne ceduto da Bertoneri a una cordata capitanata dall'ex presidente della Valenzana, Gino Amisano.
Nel girone di andata i risultati risentirono di questa confusione oltreché delle minacce di Bertoneri di ritirare la squadra dal campionato; agli allenatori designati Tagnin e Colombo non venne rinnovato il contratto e, a pochi giorni dalla prima partita, solo l'intervento del consigliere comunale Amilcare Ferretti impedì all'Alessandria di esordire senza guida tecnica. Ferretti organizzò una solida difesa che tenne a galla la squadra, ma nel girone di ritorno la situazione si complicò; dopo la sconfitta casalinga con il derelitto Asti venne richiamato Colombo.
I risultati migliorarono sensibilmente ma una squadra ormai sfibrata, penalizzata in pieno rush finale da una sconfitta arrivata a tavolino per aver schierato un calciatore squalificato, andò a perdere le ultime due gare, conoscendo per la prima volta la retrocessione tra i dilettanti. Solo l'impegno di Amisano e la rinuncia del Montebelluna fecero sì che questo esito potesse essere ribaltato e che la squadra grigia godesse, per la prima volta nella sua storia, di un provvidenziale ripescaggio.

## Rosa
| N. |                   | Ruolo | Calciatore             |
| -- | ----------------- | ----- | ---------------------- |
|    | Italia (bandiera) | P     | Sandro Beccari         |
|    | Italia (bandiera) | P     | Gianluca Quaglia       |
|    | Italia (bandiera) | D     | Massimiliano Cornaglia |
|    | Italia (bandiera) | D     | Maurizio Ferrarese     |
|    | Italia (bandiera) | D     | Teodoro Lorenzo        |
|    | Italia (bandiera) | D     | Maurizio Marin         |
|    | Italia (bandiera) | D     | Luca Meazza            |
|    | Italia (bandiera) | D     | Massimiliano Montobbio |
|    | Italia (bandiera) | D     | Emanuele Panizza       |
|    | Italia (bandiera) | D     | Paolo Vitaloni         |
|    | Italia (bandiera) | C     | Roberto Briata         |
|    | Italia (bandiera) | C     | Giancarlo Cavaliere    |

| N. |                   | Ruolo | Calciatore        |
| -- | ----------------- | ----- | ----------------- |
|    | Italia (bandiera) | C     | Andrea Cecotti    |
|    | Italia (bandiera) | C     | Massimo Falessi   |
|    | Italia (bandiera) | C     | Ivan Ferretti     |
|    | Italia (bandiera) | C     | Luigi Manueli     |
|    | Italia (bandiera) | C     | Mauro Marmaglio   |
|    | Italia (bandiera) | C     | Davide Mensi      |
|    | Italia (bandiera) | C     | Antonio Piconi    |
|    | Italia (bandiera) | C     | Giorgio Pieri     |
|    | Italia (bandiera) | A     | Enzo Mocellin     |
|    | Italia (bandiera) | A     | Roberto Petricone |
|    | Italia (bandiera) | A     | Antonio Torti     |
|    | Italia (bandiera) | C     | Oscar Valeri      |

## Divise e sponsor
| Casa | Trasferta |

## Organigramma societario
Area direttiva
- Amministratore unico: Marco Bertoneri, poi dal 15 novembre al 22 gennaio Paolo Sassetti
- Presidente: Gino Amisano (dal 22 gennaio)
- Vicepresidente: Sergio Puppo (dal 22 gennaio)
- Consiglieri: Fernando Cerafogli, poi dal 22 gennaio anche Renzo Baucia Giancarlo Corsi, Angelo Faccini, Michele Sandroni
- Segretario: Gianfranco Coscia

Area tecnica
- Allenatore: Amilcare Ferretti, poi dal 24 febbraio Antonio Colombo

Area sanitaria
- Medico sociale: Luigi Mazza
- Massaggiatore: Luigi Marostica

## Risultati

### Serie C2

#### Girone di andata
| Arbitro: | Taverniti (Roma) |

|              |           |                     |
| Righetti 65’ | Marcatori | 37’ (rig.) Mocellin |

| Arbitro: | Leita (Udine) |

|               |           |                  |
| Ferrarese 31’ | Marcatori | 47’, 53’ Mariani |

| Arbitro: | Quartuccio (Torre Annunziata) |

|          |           |  |
| Gino 86’ | Marcatori |  |

| Arbitro: | Beschin (Legnago) |

|                               |           |  |
| Mocellin 81’ (rig.) Torti 83’ | Marcatori |  |

| Asti 19 ottobre 1986 5º Giornata | Asti TSC                      | 0 – 0 | Alessandria | Stadio Censin Bosia\| Arbitro: \| Frattin (Castelfranco Veneto) \| |
| Arbitro:                         | Frattin (Castelfranco Veneto) |       |             |                                                                    |

| Arbitro: | Bettin (Padova) |

|                           |           |  |
| Manueli 25’ Petricone 56’ | Marcatori |  |

| Arbitro: | D'Ambrosio (Padova) |

|                           |           |  |
| De Riggi 47’ Giannini 62’ | Marcatori |  |

| Arbitro: | Fucci (Salerno) |

|            |           |            |
| Piconi 83’ | Marcatori | 89’ Tufano |

| Alessandria 16 novembre 1986 9º Giornata | Alessandria       | 0 – 0 | Massese | Stadio Giuseppe Moccagatta\| Arbitro: \| Baglieri (Tivoli) \| |
| Arbitro:                                 | Baglieri (Tivoli) |       |         |                                                               |

| Carbonia 23 novembre 1986 10º Giornata | Carbonia          | 0 – 0 | Alessandria | Stadio Comunale\| Arbitro: \| Borghesi (Rimini) \| |
| Arbitro:                               | Borghesi (Rimini) |       |             |                                                    |

| Arbitro: | Bencivenga (Torino) |

|                |           |  |
| Lombardini 25’ | Marcatori |  |

| Arbitro: | Ravelli (Bergamo) |

|  |           |              |
|  | Marcatori | 68’ Porceddu |

| Vercelli 14 dicembre 1986 13º Giornata | Pro Vercelli       | 0 – 0 | Alessandria | Stadio Leonida Robbiano (2 500 spett.)\| Arbitro: \| Lattuada (Legnano) \| |
| Arbitro:                               | Lattuada (Legnano) |       |             |                                                                            |

| Alessandria 21 dicembre 1986 14º Giornata | Alessandria         | 0 – 0 | Derthona | Stadio Giuseppe Moccagatta (3 500 spett.)\| Arbitro: \| Ceccarini (Livorno) \| |
| Arbitro:                                  | Ceccarini (Livorno) |       |          |                                                                                |

| Arbitro: | Ceccarelli (Ciampino) |

|                                  |           |  |
| Bertini 49’ Antonucci 73’ (rig.) | Marcatori |  |

| Arbitro: | Copercini (Parma) |

|          |           |  |
| Tolu 55’ | Marcatori |  |

| Arbitro: | Rungger (Bolzano) |

|                            |           |  |
| Petricone 17’ Mocellin 83’ | Marcatori |  |

#### Girone di ritorno
| Alessandria 25 gennaio 1987 18º Giornata | Alessandria                 | 0 – 0 | Cuoiopelli | Stadio Giuseppe Moccagatta\| Arbitro: \| Cinciripini (Ascoli Piceno) \| |
| Arbitro:                                 | Cinciripini (Ascoli Piceno) |       |            |                                                                         |

| Arbitro: | Bellotti (Saronno) |

|  |           |              |
|  | Marcatori | 23’ Mocellin |

| Arbitro: | Lattuada (Legnano) |

|                          |           |  |
| Balacich 26’ (rig.), 49’ | Marcatori |  |

| Arbitro: | Pegoretti (Trento) |

|  |           |            |
|  | Marcatori | 81’ Morcia |

| Sorso 1º marzo 1987 22º Giornata                       | Sorso     | 1 – 1   | Alessandria | Stadio La Piramide |
| \| \| \| \| \| Di Francesco \| Marcatori \| Manueli \| |           |         |             |                    |
|                                                        |           |         |             |                    |
| Di Francesco                                           | Marcatori | Manueli |             |                    |

| Alessandria 8 marzo 1987 23º Giornata | Alessandria      | 0 – 0 | Pistoiese | Stadio Giuseppe Moccagatta\| Arbitro: \| Da Ros (Treviso) \| |
| Arbitro:                              | Da Ros (Treviso) |       |           |                                                              |

| Arbitro: | Arena (Ercolano) |

|  |           |                       |
|  | Marcatori | 47’ Piconi 80’ Briata |

| Alessandria 18 marzo 1987 25º Giornata | Alessandria       | 0 – 0 | Casale | Stadio Giuseppe Moccagatta\| Arbitro: \| Cafaro (Grosseto) \| |
| Arbitro:                               | Cafaro (Grosseto) |       |        |                                                               |

| Arbitro: | Lo Russo (Milano) |

|           |           |               |
| Mosti 19’ | Marcatori | 15’ Ferrarese |

| Alessandria 5 aprile 1987 27º Giornata                      | Alessandria | 2 – 0 | Carbonia | Stadio Giuseppe Moccagatta |
| \| \| \| \| \| Cecotti 32’ Marmaglio 87’ \| Marcatori \| \| |             |       |          |                            |
|                                                             |             |       |          |                            |
| Cecotti 32’ Marmaglio 87’                                   | Marcatori   |       |          |                            |

| Arbitro: | Taverniti (Roma) |

|            |           |              |
| Briata 61’ | Marcatori | 80’ Zaccaria |

| Arbitro: | Di Savino (Foggia) |

|             |           |  |
| Buriani 89’ | Marcatori |  |

| Alessandria 3 maggio 1987 30º Giornata | Alessandria | 0 – 0 0–2 tav. | Pro Vercelli | Stadio Giuseppe Moccagatta |

| Tortona 17 maggio 1987 31º Giornata | Derthona | 0 – 0 | Alessandria | Stadio Fausto Coppi |

| Arbitro: | Arena (Ercolano) |

|                                                 |           |  |
| Cecotti 8’ Piconi 18’ Manueli 78’ Petricone 80’ | Marcatori |  |

| Olbia 31 maggio 1987 33º Giornata            | Olbia     | 1 – 0 | Alessandria | Stadio Bruno Nespoli |
| \| \| \| \| \| Scalzi 29’ \| Marcatori \| \| |           |       |             |                      |
|                                              |           |       |             |                      |
| Scalzi 29’                                   | Marcatori |       |             |                      |

| Alessandria 7 giugno 1987 34º Giornata     | Alessandria | 0 – 1    | Torres | Stadio Giuseppe Moccagatta |
| \| \| \| \| \| \| Marcatori \| 25’ Piga \| |             |          |        |                            |
|                                            |             |          |        |                            |
|                                            | Marcatori   | 25’ Piga |        |                            |

### Coppa Italia Serie C

#### Fase eliminatoria a gironi
| Arbitro: | Lo Russo (Milano) |

|                              |           |                        |
| Oddone 61’ (rig.) Maiano 85’ | Marcatori | 30’ (aut.) Stacchiotti |

| Asti 10 settembre 1986 2º Giornata                           | Asti TSC  | 3 – 2    | Alessandria | Stadio Censin Bosia |
| \| \| \| \| \| Padovano , Rinino \| Marcatori \| , Valeri \| |           |          |             |                     |
|                                                              |           |          |             |                     |
| Padovano , Rinino                                            | Marcatori | , Valeri |             |                     |

| Arbitro: | Ceccarelli (Ciampino) |

|                                           |           |                        |
| Gino 4’, 25’ (rig.) Betz 63’ Scarrone 45’ | Marcatori | 22’ Valeri 37’ Manueli |

| Arbitro: | Bellotti (Saronno) |

|              |           |                              |
| Mocellin 44’ | Marcatori | 63’ (rig.) Tufano 71’ Marsan |

| Arbitro: | Lattuada (Legnano) |

|                        |           |              |
| Vitaloni 44’ Torti 62’ | Marcatori | 38’ Padovano |

| Arbitro: | Bruni (Arezzo) |

|  |           |                             |
|  | Marcatori | 23’ Di Stefano 30’ Scarrone |

## Statistiche

### Statistiche di squadra
| Competizione         | Punti | In casa | In casa | In casa | In casa | In casa | In casa | In trasferta | In trasferta | In trasferta | In trasferta | In trasferta | In trasferta | Totale | Totale | Totale | Totale | Totale | Totale | DR |
| Competizione         | Punti | G       | V       | N       | P       | Gf      | Gs      | G            | V            | N            | P            | Gf           | Gs           | G      | V      | N      | P      | Gf     | Gs     | DR |
| -------------------- | ----- | ------- | ------- | ------- | ------- | ------- | ------- | ------------ | ------------ | ------------ | ------------ | ------------ | ------------ | ------ | ------ | ------ | ------ | ------ | ------ | -- |
| Serie C2             | 28    | 17      | 5       | 7       | 5       | 15      | 9       | 17           | 2            | 7            | 8            | 6            | 14           | 34     | 7      | 14     | 13     | 21     | 23     | -2 |
| Coppa Italia Serie C | -     | 3       | 1       | 0       | 2       | 3       | 5       | 3            | 0            | 0            | 3            | 5            | 9            | 6      | 1      | 0      | 5      | 8      | 14     | -6 |
| Totale               | -     | 20      | 6       | 7       | 7       | 18      | 14      | 20           | 2            | 7            | 11           | 11           | 23           | 40     | 8      | 14     | 18     | 29     | 37     | -8 |

### Statistiche dei giocatori
| Giocatore    | Serie C2 | Serie C2 | Coppa Italia Serie C | Coppa Italia Serie C | Totale   | Totale |
| Giocatore    | Presenze | Reti     | Presenze             | Reti                 | Presenze | Reti   |
| ------------ | -------- | -------- | -------------------- | -------------------- | -------- | ------ |
| S. Beccari   | 34       | -23      | 2                    | -1                   | 36       | -24    |
| R. Briata    | 31       | 2        | 4                    | 0                    | 35       | 2      |
| C. Cavaliere | 1        | 0        | 3                    | 0                    | 4        | 0      |
| A. Cecotti   | 33       | 2        | 3                    | 0                    | 36       | 2      |
| M. Cornaglia | 21       | 0        | 6                    | 0                    | 27       | 0      |
| M. Falessi   | 10       | 0        | -                    | -                    | 10       | 0      |
| Ferrando     | -        | -        | 1                    | 0                    | 1        | 0      |
| M. Ferrarese | 19       | 2        | 3                    | 0                    | 22       | 2      |
| I. Ferretti  | 23       | 0        | 6                    | 0                    | 29       | 0      |
| Gotta        | -        | -        | 1                    | 0                    | 1        | 0      |
| T. Lorenzo   | 21       | 0        | 3                    | 0                    | 24       | 0      |
| L. Manueli   | 31       | 3        | 4                    | 1                    | 35       | 4      |
| M. Marin     | 13       | 0        | -                    | -                    | 13       | 0      |
| M. Marmaglio | 15       | 1        | -                    | -                    | 15       | 1      |
| L. Meazza    | 15       | 0        | -                    | -                    | 15       | 0      |
| D. Mensi     | 2        | 0        | 3                    | 0                    | 5        | 0      |
| E. Mocellin  | 24       | 4        | 3                    | 1                    | 27       | 5      |
| M. Montobbio | 5        | 0        | 4                    | 0                    | 9        | 0      |
| E. Panizza   | 31       | 0        | 5                    | 0                    | 36       | 0      |
| R. Petricone | 21       | 3        | -                    | -                    | 21       | 3      |
| A. Piconi    | 20       | 3        | -                    | -                    | 20       | 3      |
| G. Pieri     | 17       | 0        | 6                    | 0                    | 23       | 0      |
| G. Quaglia   | -        | -        | 6                    | -13                  | 6        | -13    |
| Schiavone    | -        | -        | 2                    | 0                    | 2        | 0      |
| Tibaldi      | -        | -        | 1                    | 0                    | 1        | 0      |
| A. Torti     | 5        | 1        | 3                    | 1                    | 8        | 2      |
| O. Valeri    | 8        | 0        | 5                    | 3                    | 13       | 3      |
| P. Vitaloni  | 25       | 0        | 2                    | 1                    | 27       | 1      |
| Zunino       | -        | -        | 1                    | 0                    | 1        | 0      |